# Refugi de Fauna Silvestre de La Lomaza de Belchite
El Refugi de Fauna Silvestre de la Lomaza de Belchite és un refugi de fauna silvestre localitzat a la comarca del Camp de Belchite, en el sud-oest de la província de Saragossa, Aragó, Espanya. Es tracta d'una Zona d'especial protecció per a les aus.

## Descripció
El refugi té una superfície de 961 hectàrees i va ser declarat com a espai natural protegit per primera vegada el 4 d'abril de 1995. Es troba a entre 280 i 405 msnm, sent el seu relleu generalment pla.
Este territori estepari és el resultat d'un antiquíssim procés de desforestació i posterior ús agrícola i -principalment- ramader. Els actuals són uns ecosistemes fràgils. Hàbitat d'una peculiar flora i fauna, estos espais han sofert l'abandó de les pràctiques agrícoles i ramaderes tradicionals, amb els consegüents canvis de l'ús del sòl provocats per la regressió de l'economia agrícola tradicional.

## Espècies
És un lloc de nidificació d'aus esteparies. Les principals espècies que es troben són el torlit, l'alosa becuda, el trobat, el Mimus saturninus, la cogullada fosca, la ganga, la ortega, la terrerola vulgar i la terrerola rogenca.
La flora, també adaptada a l'entorn estepari, amb escassa vegetació arbòria i arbustiva, resultant d'unes condicions climatològiques extremes, amb escassa pluviosidad, forts vents i bruscs canvis de temperatura. Es troben albardines, sisaltos, espernallacs, asnallos, Larrea, salicorn, limonios i el Microcnemun coralloides.